# Tõnu Kilgas
Tõnu Kilgas (ur. 13 sierpnia 1954 w  Tartu, zm. 25 maja 2021 w Tallinnie) – estoński aktor teatralny, filmowy i telewizyjny, oraz wokalista i śpiewak operowy oraz musicalowy (baryton).

## Życiorys

### Młodość
Urodził się w Tartu, jako jedyne dziecko aktorów Lembit Mägedi i Ellen Kaarma. Jego rodzice byli w długotrwałym związku, ale nie byli małżeństwem. Oboje rodzice byli w dużej mierze nieobecni w życiu Kilgasa w dzieciństwie i był wychowywany głównie przez ciotkę. Jego matka walczyła z alkoholizmem i zmarła w 1973 roku, kiedy Kilgas miał osiemnaście lat. Kilgas uczęszczał do Szkoły Muzycznej Heino Ellera w Tartu, którą ukończył w 1977 roku.

### Kariera
Karierę rozpoczął w teatrze Vanemuine w Tartu w 1976 roku, która trwała do 1984 roku, kiedy to wstąpił do Estońskiej Opery Narodowej, gdzie występował w rolach aktorskich, a także jako solista w operach, musicalach teatralnych, operetkach i koncertach. Jego kariera w Estońskiej Operze Narodowej trwała do 2005 roku, po czym został niezależnym piosenkarzem i aktorem. Ponadto występował jako piosenkarz i aktor w rolach w Estońskim Teatrze Dramatycznym, Teatrze Endla, Teatrze Tartu Hansa, Teatrze Starego Baskina. Kilgas występował również na scenie w operach w Stanach Zjednoczonych, Wielkiej Brytanii, Niemczech, Holandii i Danii.
Niektóre z jego bardziej pamiętnych ról to inscenizacje dzieł takich kompozytorów i autorów tekstów, jak: Emmerich Kálmán, John Kander, Paul Abraham, Jerry Herman, Franz Lehár, Eduard Tubin, Cole Porter, Johann Strauss, Jule Styne, Arthur Sullivan, Franz Schubert i Heinrich Berté.
Pierwszą ważną rolą filmową Kilgasa była rola ojca w dramacie historycznym Peeter Simma z 1989 roku Człowiek, którego nie było, który jest kroniką życia młodej estońskiej piosenkarki i aktorki Imbi (w tej roli Katri Horma). W 1991 roku wystąpił jako Kuno w dramacie Tallinn w reżyserii Eino Baskina, z Mikkiem Mikiverem i Jüri Järvetem w rolach głównych. W następnym roku wystąpił jako Leo w dramacie biograficznym w reżyserii Matiego Põldre'a Te stare listy miłosne, opowiadającym o życiu estońskiego muzyka i autora tekstów Raimonda Valgre'a (w tej roli Rain Simmul).
Znaczącą rolą w filmie telewizyjnym była główna rola Lembita Savikasa w komedii Stereo Peetera Simma z 1978 roku, opowiadającej o młodym weterynarzu, który przybywa na wieś, ale początkowo spotkał się z niechęcią ze strony mieszkających tam wieśniaków. Film nie został jednak dopuszczony do sprzedaży przez władze sowieckie i został ostatecznie pokazany w estońskiej telewizji w 1991 roku, po odzyskaniu przez Estonię niepodległości od Związku Radzieckiego.
W 1981 roku pojawił się jako Ilya Fruntov w wyreżyserowanym przez Tõnisa Kaska dwuczęściowym filmie telewizyjnym Dwa dni z życia Viktora Kingissepa; biografię estońskiego komunistycznego polityka Viktora Kingisseppa.
Dla wielu Estończyków Tõnu Kilgas jest prawdopodobnie najbardziej znany z roli Harry'ego Ahvena w popularnym, długo emitowanym dramacie telewizyjnym w estońskiej telewizji publicznej (ETV) Õnne 13. Kilgas był stałym członkiem obsady serialu od czasu jego pierwszego wyemitowania odcinka w 1993 roku.

## Życie prywatne
Był parokrotnie żonaty, po raz pierwszy ożenił się z piosenkarką i nauczycielką muzyki Novellą Hanson; para ma jedną córkę, piosenkarkę jazzową Hedvig Hanson. Jego drugim małżeństwem była urodzona w Rosji tancerka, aktorka i choreograf Tatyana Bassova; z tego związku miał jedną córkę, Ellen Kilgas. Po rozwodzie z Bassovą nawiązał długotrwały związek z aktorką i piosenkarką Katrin Karisma; para miała jedną córkę, aktorkę Piret Krumm. Kilgas i Karisma zakończyli swój związek w 2007 roku. Najmłodszym dzieckiem Kilgasa jest córka Susan, ze związku z kobietą nie zajmującą się rozrywką.
Kilgas otwarcie mówił o swoim wcześniejszym uzależnieniu od alkoholu i hazardu. W 2004 roku, w wieku pięćdziesięciu lat, przestał pić i uprawiać hazard, a także rzucić palenie papierosów.
W 2011 roku córka Kilgasa, Hedvig Hanson, znalazła w jego piwnicy kilka pamiętników należących do matki Kilgasa, Ellen Kaarmy. To ostatecznie stworzyło podstawę biografii, którą Hanson napisała o Kaarmie w 2012 roku, zatytułowanej The Untold Story: Vanemuine Actress Ellen Kaarma (1928–1973), opublikowanej przez Tänapäev.
Mieszkał głównie w Tallinie, a dodatkowo wolny czas spędzał w domach letniskowych na wsi w Estonii.

### Choroba i śmierć
Zmarł w Tallinie 25 maja 2021 roku w wieku 66 lat, po przejściu leczenia raka płuc, który dał przerzuty do mózgu.